# Aeroporto di Ponta Delgada
L'Aeroporto di Ponta Delgada (IATA: PDL, ICAO: LPPD), noto anche con il nome commerciale di Aeroporto João Paulo II, è un aeroporto portoghese situato nell'isola di São Miguel, nella Regione Autonoma delle Azzorre.
La struttura è intitolata a papa Giovanni Paolo II (1920-2005).
È la base operativa dell'aviolinea SATA Air Açores.